# Macouria
Macouria một commune của vùng hành chính hải ngoại Guyane thuộc Pháp của nước Pháp.